# Calhavèth
Calhavet (en francès Caillavet) és un municipi francès situat al departament del Gers i a la regió d'Occitània.

## Geografia

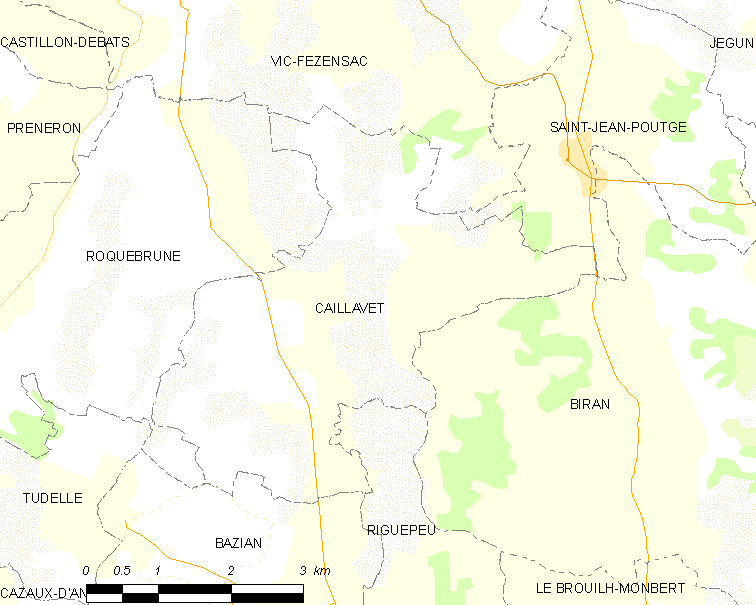
Mapa de la comuna de Calhavèth

## Administració
| Període | Identitat      | Partit |
| ------- | -------------- | ------ |
| 2001-   | Robert Frairet | UMP    |

## Demografia
| 1962                                       | 1968 | 1975 | 1982 | 1990 | 1999 | 2006 |
| ------------------------------------------ | ---- | ---- | ---- | ---- | ---- | ---- |
| 224                                        | 194  | 159  | 188  | 179  | 164  | 192  |
| Des de 1962: població sense dobles comptes |      |      |      |      |      |      |